# Кресвик, Томас

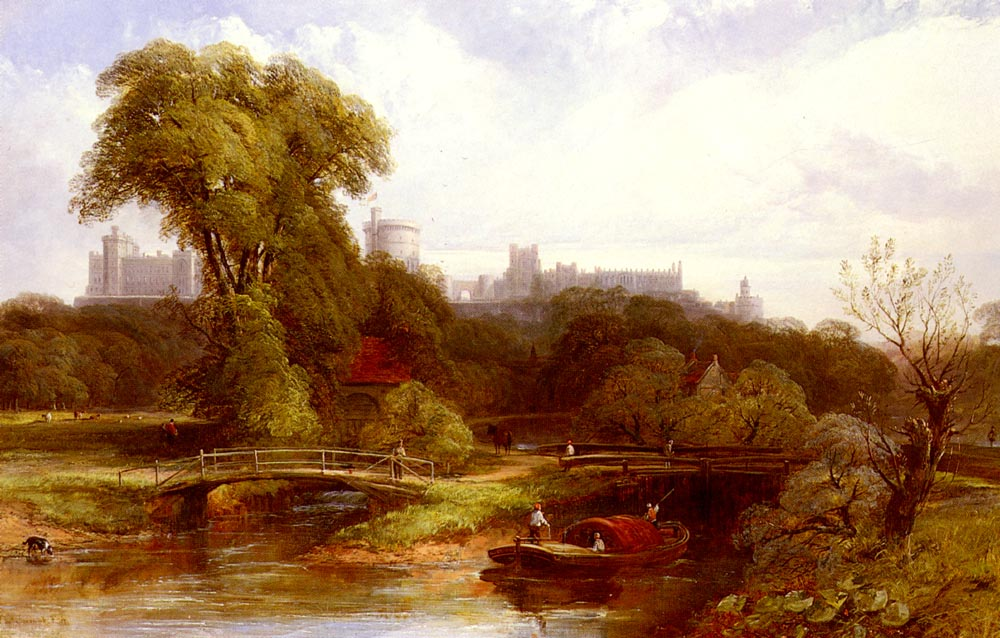
Вид на Виндзорский замок

Томас Кресвик (англ. Thomas Creswick, 5 февраля 1811 — 28 декабря 1869) — британский пейзажист и иллюстратор.

## Биография
Кресвик родился в Шеффилде (когда тот был частью Дербишира). Он был сыном Томаса Кресвика и Мэри Эпворт, и учился в Хазельвуде, рядом с Бирмингемом.
В Бирмингеме он впервые начал рисовать. Его первое участие в выставке случилось в 1827 году, в Обществе британских художников в Лондоне; на следующий год он послал в Королевскую академию две картины, озаглавленные «Ллин Гвинант, утро» (Llyn Gwynant, Morning) и «Карнарвонский замок» (Carnarvon Castle). В это же время он переехал в Лондон, и в 1836 году стал жить в Бейсуотере (Bayswater). Вскоре он привлёк внимание в качестве пейзажиста, и стал делать уверенную и равномерную карьеру, впрочем, без выдающихся успехов. В 1842 году он был избран в связанные члены, а в 1850 году получил полное членство в Королевской академии.
В ранней практике он много изучал природу под открытым небом, рисовал британские и уэльские пейзажи при дневном цвете. Помимо картин, Кресвик создал множество иллюстраций для книг.
Он умер после периода ухудшения здоровья, тянувшегося несколько лет, в своём доме в Бейсуотере. Среди его основных работ — England (1847); Home by the Sands, and a Squally Day (1848); Passing Showers (1849); The Wind on Shore, a First Glimpse of the Sea, and Old Trees (1850); A Mountain Lake, Moonrise (1852); Changeable Weather (1865); а также the London Road, a Hundred Years ago; The Weald of Kent; the Valley Mill; a Shady Glen; the Windings of a River; the Shade of the Beech Trees; the Course of the Greta; the Wharfe; Glendalough.
Картины Кресвика хранятся в ряде британских коллекций, включая галереи Шеффилда, Кентербери, Нотамптона и Дерби.